# Observatoire du journalisme
L'Observatoire du journalisme (anciennement Observatoire des journalistes et de l'information médiatique, OJIM) est une association française loi de 1901 d'extrême droite, dont l'objectif affiché est d'« informer sur ceux qui informent » en proposant une critique des médias de type réinformation.

## Histoire
L'association est déclarée à la Préfecture de police de Paris le 11 juin 2012. Elle est créée par Jean-Yves Le Gallou,, ancien député et ancien cadre du Front national, et par Claude Chollet, ancien cadre de l'industrie pharmaceutique chez Ipsen et ancien président du GRECE, proche du responsable du parti Les Identitaires, Fabrice Robert.
Selon Dominique Albertini et David Doucet, Claude Chollet aurait investi lui-même 10 000 euros pour lancer le site Internet de l'association, puis l'association aurait vécu des dons de ses membres. Claude Chollet évoque une somme de 100 000 euros reçus au cours des 18 premiers mois d'existence de l'association.
En 2012, la candidature de l'OJIM pour être membre de l'Observatoire de la déontologie de l'information est refusée.
En 2013, 14 contributeurs actifs sont recensés par Les Inrocks. Le nombre de membres de l'association n'est jamais communiqué.
En septembre 2017, l'OJIM change de nom pour devenir l'Observatoire du journalisme[réf. souhaitée].
En 2016, Claude Chollet revendique 120 000 visiteurs uniques par mois dans un article de Valeurs actuelles.

## Positionnement politique
L'association est classée à l'extrême droite,, entre autres par les journalistes Dominique Albertini et David Doucet dans leur ouvrage de 2016,. Ce dernier voit en l'association le symbole d'une « professionnalisation de la critique des médias » au sein de cette partie de l'échiquier politique. L'association se veut dédiée au « monde de l'information, son évolution, son influence, mais aussi des dérives »,. Selon David Doucet, l'association, cherchant à « délégitimer les médias traditionnels », en proposant des portraits de journalistes ou bien encore des infographies fouillées sur les différents groupes médiatiques, essaye de débusquer les engagements militants ou associatifs des journalistes afin de remettre en cause leur objectivité. L'objectif revendiqué de l'association est d'« informer sur ceux qui informent », donc, selon Le Monde, de devenir le pendant à l'extrême droite du site Acrimed, « le célèbre observatoire critique des médias ancré très à gauche ». Outre ses fondateurs, l'Observatoire est soutenu par Philippe Milliau, un « autre pilier » de la Nouvelle Droite, ancien dirigeant du parti Les Identitaires et cofondateur de TV Libertés.
Claude Chollet, qui refuse l'étiquette d'extrême droite, revendique une certaine neutralité et se définit comme « un populiste tendance Beppe Grillo ». David Doucet estime que « pourtant, dans ses portraits, l'Ojim tourne parfois à l'entreprise voyeuriste », les origines ethniques ou orientations sexuelles supposées des journalistes classés à gauche prenant selon lui souvent le pas sur la description de leur carrière professionnelle. Laurent Ruquier est ainsi présenté comme « le gay passe-partout » et Harry Roselmack comme le « gendre martiniquais idéal », tandis que Robert Ménard est célébré pour son positionnement contre le « politiquement correct » et décrit comme le nouveau « Voltaire », et Éric Zemmour dépeint comme un « brillant journaliste politique » incarnant « une certaine idée du journalisme à la française ».
En 2014, Le Lab d'Europe 1 estime qu'il n'est pas surprenant que l'association soit félicitée pour son travail lors de la cérémonie des Bobards d'or étant donné ses liens avec l'extrême droite, tout en notant également que lors de cette cérémonie, le travail du site de critique des médias Acrimed, « réputé proche de la gauche alternative », a également été salué. L'Observatoire est par ailleurs la source la plus citée pour les Bobards d'or.
Selon l'association Acrimed, le site de l'Observatoire ne déclare pas « clairement son identité politique » et ne présente pas de « signe apparent de proximité avec l'extrême droite ». Par exemple, il ne propose pas de liens vers des sites de ce bord politique, mais vers des sites classés « à gauche », à l'exception de Polémia. Cependant Acrimed affirme que Claude Chollet, en tournée de promotion en 2012, a bénéficié d'une « hospitalité [...] plutôt marquée... dans les médias d'extrême droite ». Participant à la « réinformation », l'association a notamment été l'invitée de la 5e « journée de réinformation » de la fondation Polémia.